# いまに哲夫の歌謡パレードニッポン
いまに哲夫の歌謡パレードニッポン（いまにてつおのかようパレードニッポン）は、1976年8月30日から1993年4月30日まで、ニッポン放送で毎週 月曜日から金曜日の13:00 - 16:00の時間帯に放送されていた昼の生ワイド番組である。パーソナリティはいまに哲夫（ニッポン放送アナウンサー(当時)）。

## 概要
1975年10月から放送されていた『今仁哲夫のアタック! ふれあい最前線』の後を受け継ぐ形でスタート。後に、同時間帯のラジオ番組ではトップの聴取率を獲得して、関東地方の昼のラジオをリードする存在となった。「さあー、午後のラジオは歌謡パレードニッポンです!」「はい、こんにちは。ご存知 哲ちゃんです」のいまにの第一声、あいさつが毎回の恒例だった。
1989年12月調査の聴取率は3.7%で、全番組中 2位（1位は『玉置宏の笑顔でこんにちは』）だったが、1990年代に入ると、裏番組の『吉田照美のやる気MANMAN!』（文化放送、1987年4月放送開始）に追い上げられ、1993年の初頭に『やる気MANMAN』に同時間帯聴取率のトップを譲った。その為、1993年4月30日をもって放送を終了した。
1993年4月26日から4月30日までの一週間はスタジオを飛び出して、ゲストを迎えての公開生放送を行い、訪れた多くのリスナーと共に番組を締めくくった（下述）。
コーナーとしては1978年から1987年まで長く放送されていた『哲ちゃん・ナオコのハチあわせドン!』（研ナオコらと、いまにとのコントなど掛け合いをするコーナー番組）などが有名であった。各コーナーの中で『お便りだけが頼りです』は夫婦の艶っぽいエピソード、夫には言えない妻の秘密などのエッチな葉書を読むことがあり、その前にいまにが「このコーナーは小中学生は聴かないように…」と知らせていた。1982年頃は雑誌に『昼間のイヤらしい番組』と紹介されていたことがあった。

## パーソナリティ
- メイン：いまに哲夫（今仁哲夫、ニッポン放送アナウンサー(当時)）
- アシスタント
  - 金沢文（かなざわ　ぶん・宮崎文子のマイクネーム）『今仁哲夫のアタック!ふれあい最前線』から引き継ぎ
  - 西村知江子
  - 柴田かおる
  - 内村直子
  - 大崎真由美
  - 石塚恵子
  - 高橋佳江
  - 稲葉由美子
  - 野村塩子

## タイムテーブル
（）

### 1976年8月 -
13時00分 - 14時00分
- 哲ちゃんの歌謡ヒットパレード
- 歌謡曲ですこんにちは
- 哲ちゃん・ナオコの二人でドン　（研ナオコ）
- 交通情報

14時00分 - 15時00分
- ニュース
- お便りだけが頼りです
- ハロー神奈川
- スター登場
- 今週の歌

15時00分 - 16時00分
- 今日の夕刊
- 歌謡特選街
- 歌謡ものしり博士
- 歌謡買いもの合戦

### 1977年4月 -
13時00分 - 14時00分
- 哲ちゃんの歌謡ヒットパレード
- 哲ちゃん・ナオコの二人でドン　（研ナオコ）
- 歌謡曲ですこんにちは
- 交通情報

14時00分 - 15時00分
- ニュース
- お便りだけが頼りです
- 私のスターアルバム
- ハロー神奈川
- 交通情報
- スター登場
- 今週の歌
- 交通情報

15時00分 - 16時00分
- ニュース・今日の夕刊
- 天気予報
- スター喜びも悲しみも歌謡曲
- 歌謡ものしり博士
- 首都圏ハイウェイ情報・交通情報
- ロータスクーポン歌謡クイズ
- 首都圏ハイウェイ情報・交通情報

### 1977年10月 -
13時00分 - 14時00分
- 順とナナのチグハグ2人3脚　（井上順・木の実ナナ）
- 哲ちゃんの歌謡ヒットパレード
- 歌謡曲ですこんにちは
- 交通情報

14時00分 - 15時00分
- ニュース
- お便りだけが頼りです
- ハロー神奈川
- 交通情報
- スター登場
- 今週の歌
- 交通情報

15時00分 - 16時00分
- ニュース・天気予報
- 歌謡ヒットプラザ
- 歌謡ものしり博士
- 首都圏ハイウェイ情報・交通情報
- 哲ちゃんのドライブ歌謡曲
- 八代亜紀の恋心・歌心
- 首都圏ハイウェイ情報・交通情報

### 1978年4月 -
13時00分 - 14時00分
- 哲ちゃんの歌謡ヒットパレード
- 哲ちゃん・ナオコの「ハチあわせドン!」（研ナオコ）
- 歌謡曲ですこんにちは
- ハロー埼玉

14時00分 - 15時00分
- ニュース
- お便りだけが頼りです
- ハロー神奈川
- 交通情報
- スター登場
- 今週の歌
- 交通情報

15時00分 - 16時00分
- ニュース・天気予報
- 歌謡ヒットプラザ
- 首都圏ハイウェイ情報・交通情報
- 哲ちゃんのドライブ歌謡曲
- 歌謡ものしり博士
- 首都圏ハイウェイ情報・交通情報

### 1978年10月 -
13時00分 - 14時00分
- ニュース
- 哲ちゃんの歌謡ヒットパレード
- 哲ちゃん・ナオコの「ハチあわせドン!」（研ナオコ）
- 歌謡曲ですこんにちは
- ハロー埼玉
- 交通情報

14時00分 - 15時00分
- ニュース
- お便りだけが頼りです
- ハロー神奈川
- 交通情報
- スター登場
- 今週の歌
- 交通情報

15時00分 - 16時00分
- 竹村健一のずばりジャーナル
- 天気予報
- 歌謡ヒットプラザ
- 首都圏ハイウェイ情報・交通情報
- 歌謡ものしり博士
- 首都圏ハイウェイ情報・交通情報

### 1979年4月 -
13時00分 - 14時00分
- ニュース
- 哲ちゃんの歌謡ヒットパレード
- 哲ちゃん・ナオコの「ハチあわせドン!」（研ナオコ）
- 歌謡曲ですこんにちは
- ハロー埼玉
- 交通情報

14時00分 - 15時00分
- ニュース
- お便りだけが頼りです
- ハロー神奈川
- 交通情報
- スター登場
- 今週の歌
- 交通情報

15時00分 - 16時00分
- 竹村健一のズバリジャーナル
- 天気予報
- 歌謡ヒットプラザ
- 首都圏ハイウェイ情報・交通情報
- うきうきメロディ芸能トピックス
- 哲ちゃんのもてもて歌謡プレゼント
- 首都圏ハイウェイ情報・交通情報

### 1979年10月 -
13時00分 - 14時00分
- ニュース
- 哲ちゃんの歌謡ヒットパレード
- 哲ちゃん・ナオコの「ハチあわせドン!」（研ナオコ）
- 歌謡曲ですこんにちは
- ハロー埼玉
- 交通情報

14時00分 - 15時00分
- ニュース
- お便りだけが頼りです
- ハロー神奈川
- 交通情報
- スター登場
- 今週の歌
- 交通情報

15時00分 - 16時00分
- 竹村健一のズバリジャーナル
- 天気予報
- 歌謡ヒットプラザ
- 首都圏ハイウェイ情報・交通情報
- 哲ちゃんのもてもて歌謡プレゼント
- 首都圏ハイウェイ情報・交通情報

### 1980年4月 -
13時00分 - 14時00分
- ニュース
- 哲ちゃんの歌謡ヒットパレード
- 哲ちゃん・ナオコの「ハチあわせドン!」（研ナオコ）
- 歌謡曲ですこんにちは
- ハロー埼玉
- 交通情報

14時00分 - 15時00分
- ニュース
- お便りだけが頼りです
- ハロー神奈川
- 交通情報
- スター登場
- 今週の歌
- 交通情報

15時00分 - 16時00分
- 竹村健一のズバリジャーナル
- 天気予報
- 歌謡ヒットプラザ
- 首都圏ハイウェイ情報・交通情報
- 歌謡ホットレーダー
- 哲ちゃんのもてもて歌謡プレゼント
- 首都圏ハイウェイ情報・交通情報

### 1980年10月 -
13時00分 - 14時00分
- ニュース
- 哲ちゃんの歌謡ヒットパレード
- 交通情報
- 哲ちゃん・ナオコの「ハチあわせドン!」（研ナオコ）
- 歌謡曲ですこんにちは
- ハロー埼玉
- 交通情報

14時00分 - 15時00分
- ニュース・天気予報
- お便りだけが頼りです
- ハロー神奈川
- 交通情報
- スター登場
- 今週の歌
- 交通情報

15時00分 - 16時00分
- 竹村健一のズバリジャーナル
- 天気予報
- 歌謡ヒットプラザ
- 首都圏ハイウェイ情報・交通情報
- 歌謡ホットレーダー
- 哲ちゃんのもてもて歌謡プレゼント
- オーラスリクエスト
- 首都圏ハイウェイ情報・交通情報

### 1981年4月 -
13時00分 - 14時00分
- ニュース
- 哲ちゃんの歌謡ヒットパレード
- 交通情報
- 哲ちゃん・ナオコの「ハチあわせドン!」（研ナオコ）
- 歌謡曲ですこんにちは
- ハロー埼玉
- 交通情報

14時00分 - 15時00分
- ニュース
- お便りだけが頼りです
- ハロー神奈川
- 交通情報
- スター登場
- 今週の歌
- 交通情報

15時00分 - 16時00分
- 竹村健一のズバリジャーナル
- 天気予報
- 歌謡ヒットスペシャル
- 首都圏ハイウェイ情報・交通情報
- 歌謡ズームアップ・トピックス
- 気軽なパートナーやあ!お元気ですか
- オーラスリクエスト
- 首都圏ハイウェイ情報・交通情報

### 1981年10月 -
13時00分 - 14時00分
- ニュース・天気予報
- 哲ちゃんの歌謡ヒットパレード
- 交通情報
- 哲ちゃん・ナオコの「ハチあわせドン!」（研ナオコ）
- 歌謡曲ですこんにちは
- ハロー埼玉
- 交通情報

14時00分 - 15時00分
- ニュース・天気予報
- お便りだけが頼りです
- ハロー神奈川
- 交通情報
- スター登場
- 今週の歌
- 交通情報

15時00分 - 16時00分
- 竹村健一のズバリジャーナル
- 天気予報
- 歌謡ヒットスペシャル
- 首都圏ハイウェイ情報・交通情報
- 歌謡ズームアップ・トピックス
- 気軽なパートナーやあ!お元気ですか
- オーラスリクエスト
- 首都圏ハイウェイ情報・交通情報

### 1983年10月 -
13時00分 - 14時00分
- ニュース・天気予報
- 哲ちゃんの歌謡ヒットパレード
- 交通情報
- 哲ちゃん・ナオコの「ハチあわせドン!」（研ナオコ）
- 歌謡曲ですこんにちは
- ハロー埼玉
- 交通情報

14時00分 - 15時00分
- ニュース・天気予報
- お便りだけが頼りです
- ハロー神奈川
- 交通情報
- スター登場
- 今週の歌
- 交通情報

15時00分 - 16時00分
- 竹村健一のズバリジャーナル
- 天気予報
- 哲ちゃんの好奇心まるだし
- 首都圏ハイウェイ情報・交通情報
- 歌謡ズームアップ・トピックス
- 気軽なパートナーやあ!お元気ですか
- オーラスリクエスト
- 首都圏ハイウェイ情報・交通情報

### 1984年4月 -
13時00分 - 14時00分
- ニュース・天気予報
- 哲ちゃんの歌謡ヒットパレード
- 交通情報
- 哲ちゃん・ナオコの「ハチあわせドン!」（研ナオコ）
- 歌謡曲ですこんにちは
- ハロー埼玉
- 交通情報

14時00分 - 15時00分
- ニュース・天気予報
- お便りだけが頼りです
- ハロー神奈川
- 交通情報
- スター登場
- 今週の歌
- 交通情報

15時00分 - 16時00分
- 竹村健一のズバリジャーナル
- 天気予報
- 哲ちゃんの好奇心まるだし
- 首都圏ハイウェイ情報・交通情報
- 昼下がりの電話帳
- 気軽なパートナーやあ!お元気ですか
- オーラスリクエスト
- 首都圏ハイウェイ情報・交通情報

### 1984年10月 -
13時00分 - 14時00分
- ニュース・天気予報
- 哲ちゃんの歌謡ヒットパレード
- 交通情報
- 哲ちゃん・ナオコの「ハチあわせドン!」（研ナオコ）
- 歌謡曲ですこんにちは
- ハロー埼玉
- 交通情報

14時00分 - 15時00分
- ニュース・天気予報
- お便りだけが頼りです
- ハロー神奈川
- 出光ドライバーズステーション
- スター登場
- 今週の歌
- 交通情報

15時00分 - 16時00分
- 竹村健一のズバリジャーナル
- 天気予報
- 哲ちゃん・かおるの洋楽ヒットパレード
- 首都圏ハイウェイ情報・交通情報
- 昼下がりの電話帳
- 気軽なパートナーやあ!お元気ですか
- オーラスリクエスト
- 首都圏ハイウェイ情報・交通情報

### 1985年4月 -
13時00分 - 14時00分
- ニュース・天気予報
- 哲ちゃんの歌謡ヒットパレード
- 交通情報
- 哲ちゃん・ナオコの「ハチあわせドン!」　（研ナオコ）
- 歌謡曲ですこんにちは
- ハロー埼玉
- 交通情報

14時00分 - 15時00分
- ニュース・天気予報
- お便りだけが頼りです
- ハロー神奈川
- 交通情報
- スター登場
- 今週の歌
- 交通情報

15時00分 - 16時00分
- 竹村健一のズバリジャーナル
- 天気予報
- 哲ちゃん・かおるの洋楽ヒットパレード
- 首都圏ハイウェイ情報・交通情報
- 昼下がりの電話帳
- 気軽なパートナーやあ!お元気ですか
- オーラスリクエスト
- 首都圏ハイウェイ情報・交通情報

### 1986年4月 -
13時00分 - 14時00分
- ニュース・天気予報
- 哲ちゃんの歌謡ヒットパレード
- 交通情報
- 哲ちゃん・ナオコの「ハチあわせドン!」（研ナオコ）
- 歌謡曲ですこんにちは
- ハロー埼玉
- 交通情報

14時00分 - 15時00分
- ニュース・天気予報
- お便りだけが頼りです
- ハロー神奈川
- 交通情報
- スター登場
- 今週の歌
- 交通情報

15時00分 - 16時00分
- 竹村健一のズバリジャーナル
- 天気予報
- 哲ちゃん・かおるの洋楽ヒットパレード
- 首都圏ハイウェイ情報・交通情報
- タウンページで広がるあたらしいおつきあい・哲ちゃんの今夜ももりあがろう!
- 気軽なパートナーやあ!お元気ですか
- オーラスリクエスト
- 首都圏ハイウェイ情報・交通情報

### 1987年4月 -
13時00分 - 14時00分
- ニュース・天気予報
- 哲ちゃんの歌謡ヒットパレード
- 交通情報
- 哲ちゃん・ナオコの「ハチあわせドン!」　（研ナオコ）
- 歌謡曲ですこんにちは
- ハロー埼玉
- 交通情報

14時00分 - 15時00分
- ニュース・天気予報
- お便りだけが頼りです
- ハロー神奈川
- 交通情報
- スター登場
- 今週の歌
- 交通情報

15時00分 - 16時00分
- 竹村健一のズバリジャーナル
- 天気予報
- 哲ちゃん・直子の洋楽ヒットパレード
- 首都圏ハイウェイ情報・交通情報
- タウンページで広がるあたらしいおつきあい・哲ちゃんの今夜ももりあがろう!
- 哲ちゃんの気軽なパートナー
- オーラスリクエスト
- 首都圏ハイウェイ情報・交通情報

### 1987年10月 -
13時00分 - 14時00分
- ニュース・天気予報
- 哲ちゃんの歌謡ヒットパレード
- 交通情報
- 哲ちゃんヨオッ!人気モノ
- 歌謡曲ですこんにちは
- ハロー埼玉
- 交通情報

14時00分 - 15時00分
- ニュース・天気予報
- お便りだけが頼りです
- ハロー神奈川
- 交通情報
- スター登場
- 今週の歌
- 交通情報

15時00分 - 16時00分
- 竹村健一のズバリジャーナル
- 天気予報
- 哲ちゃん・直子の洋楽ヒットパレード
- 首都圏ハイウェイ情報・交通情報
- タウンページで広がるあたらしいおつきあい・哲ちゃんの今夜ももりあがろう!
- 哲ちゃんの気軽なパートナー
- オーラスリクエスト
- 首都圏ハイウェイ情報・交通情報

### 1988年4月 -
13時00分 - 14時00分
- ニュース・天気予報
- 哲ちゃんの歌謡ヒットパレード
- 交通情報
- 哲ちゃんヨオッ!人気モノ
- 歌謡曲ですこんにちは
- ハロー埼玉
- 交通情報

14時00分 - 15時00分
- ニュース・天気予報
- お便りだけが頼りです
- ハロー神奈川
- 交通情報
- スター登場
- 今週の歌
- 交通情報

15時00分 - 16時00分
- 竹村健一のズバリジャーナル
- 天気予報
- 哲ちゃん・直子の洋楽ヒットパレード
- 首都圏ハイウェイ情報・交通情報
- タウンページで広がるあたらしいおつきあい・哲ちゃんの今夜ももりあがろう!
- 哲ちゃんの気軽なパートナー
- 首都圏ハイウェイ情報・交通情報

### 1988年10月 -
13時00分 - 14時00分
- ニュース・天気予報
- 哲ちゃんの歌謡ヒットパレード
- 交通情報
- 哲ちゃんヨオッ!人気モノ
- 歌謡曲ですこんにちは
- ハロー埼玉
- 交通情報

14時00分 - 15時00分
- ニュース・天気予報
- お便りだけが頼りです
- ハロー神奈川
- 交通情報
- スター登場
- 今週の歌
- 交通情報

15時00分 - 16時00分
- 竹村健一のズバリジャーナル
- 天気予報
- 哲ちゃん・真由美の洋楽ヒットパレード
- 首都圏ハイウェイ情報・交通情報
- タウンページで広がるあたらしいおつきあい・哲ちゃんの今夜ももりあがろう!
- 哲ちゃんの気軽なパートナー
- 首都圏ハイウェイ情報・交通情報

### 1989年4月 -
13時00分 - 14時00分
- ニュース・天気予報
- 哲ちゃんの歌謡ヒットパレード
- 交通情報
- 哲ちゃんヨオッ!人気モノ
- 歌謡曲ですこんにちは
- ハロー埼玉
- 交通情報

14時00分 - 15時00分
- ニュース・天気予報
- お便りだけが頼りです
- 交通情報
- ハロー神奈川
- スター登場
- 今週の歌
- 交通情報

15時00分 - 16時00分
- 竹村健一のズバリジャーナル
- 天気予報
- 哲ちゃん・恵子の洋楽ヒットパレード
- 首都圏ハイウェイ情報・交通情報
- タウンページで広がるあたらしいおつきあい・哲ちゃんの今夜ももりあがろう!
- 哲ちゃんの気軽なパートナー
- 首都圏ハイウェイ情報・交通情報

※1989年10月以降詳細不明

## ラストウィークの放送場所とゲスト
- 4月26日：埼玉県三郷市戸ヶ崎　ゲスト：大川栄策、三船和子
- 4月27日：千葉県市川市曽谷山王公園　ゲスト：松原のぶえ、森本英世
- 4月28日：神奈川県相模原市西門商店街　ゲスト：梅沢富美男、瀬川瑛子
- 4月29日：東京都町田市ケーユー本店　ゲスト：前川清、岸千恵子
- 4月30日：神奈川県横浜市南区黄金町　ゲスト：三波春夫、山本譲二、伍代夏子、松居直美